# پتری پنانن
پتری پنانن (فنلاندی: Petteri Pennanen؛ زادهٔ ۱۹ سپتامبر ۱۹۹۰) بازیکن فوتبال اهل فنلاند است.
از باشگاه‌هایی که در آن بازی کرده‌است می‌توان به باشگاه فوتبال کوپیون پالوسئورا، باشگاه فوتبال توئنته، باشگاه فوتبال رووانیمی پالوسئورا، و باشگاه فوتبال تورون پالوسئورا اشاره کرد.
وی همچنین در تیم‌های ملی فوتبال زیر ۲۱ سال فنلاند و فنلاند بازی کرده‌است.